# Història de Geòrgia

Escut de Geòrgia adoptat l'1 d'octubre del 2004

La història de Geòrgia comença al Paleolític; des d'aquell moment la zona va estar habitada constantment. Des del punt de vista polític, aquest territori poques vegades ha format una unitat política, sovint tot o una part ha estat dominat per les potències veïnes. Al segle iv els antics regnes de la Còlquida i la Ibèria caucàsica adoptaren el cristianisme dins la branca ortodoxa georgiana. Amb això, a més de la llengua georgiana, els habitants de Geòrgia estaven connectats pel cristianisme ortodox. Només en “l'edat d'or georgiana” del segle xi i xii el país fou un poder a la zona. Aquest Regne georgià es creà al voltant de l'any 1000 després de deslligar-se de l'Imperi Romà d'Orient, els perses i els àrabs. Geòrgia va ser governada pels Bagrationi fins al segle xiv, amb les invasions dels pobles de l'estepa asiàtica, perses i turcs. Cap al 1800 els Bagrationi escolliren la protecció de la Rússia aleshores emergent. Durant un segle Geòrgia pertanyé a la Rússia tsarista i després d'un breu període d'independència, a la Unió Soviètica. Amb el desmembrament d'aquest estat el 1991 tornà a ser independent.

## Prehistòria

Bandera de Geòrgia adoptada també l'1 d'octubre del 2004

El que actualment és Geòrgia, la zona del sud-oest del Caucas, ha estat habitada contínuament des de fa 50.000 anys (Paleolític). De molt abans, de fa 1,7 milions d'anys, són els fòssils de l'Homo georgicus, que és considerat el precursor d'Homo erectus. En el Neolític, al 5è mil·lenni aC, s'hi desenvolupà la cultura Kura i mantingué lligams amb les cultures de Mesopotàmia.

## Geòrgia en l'antiguitat

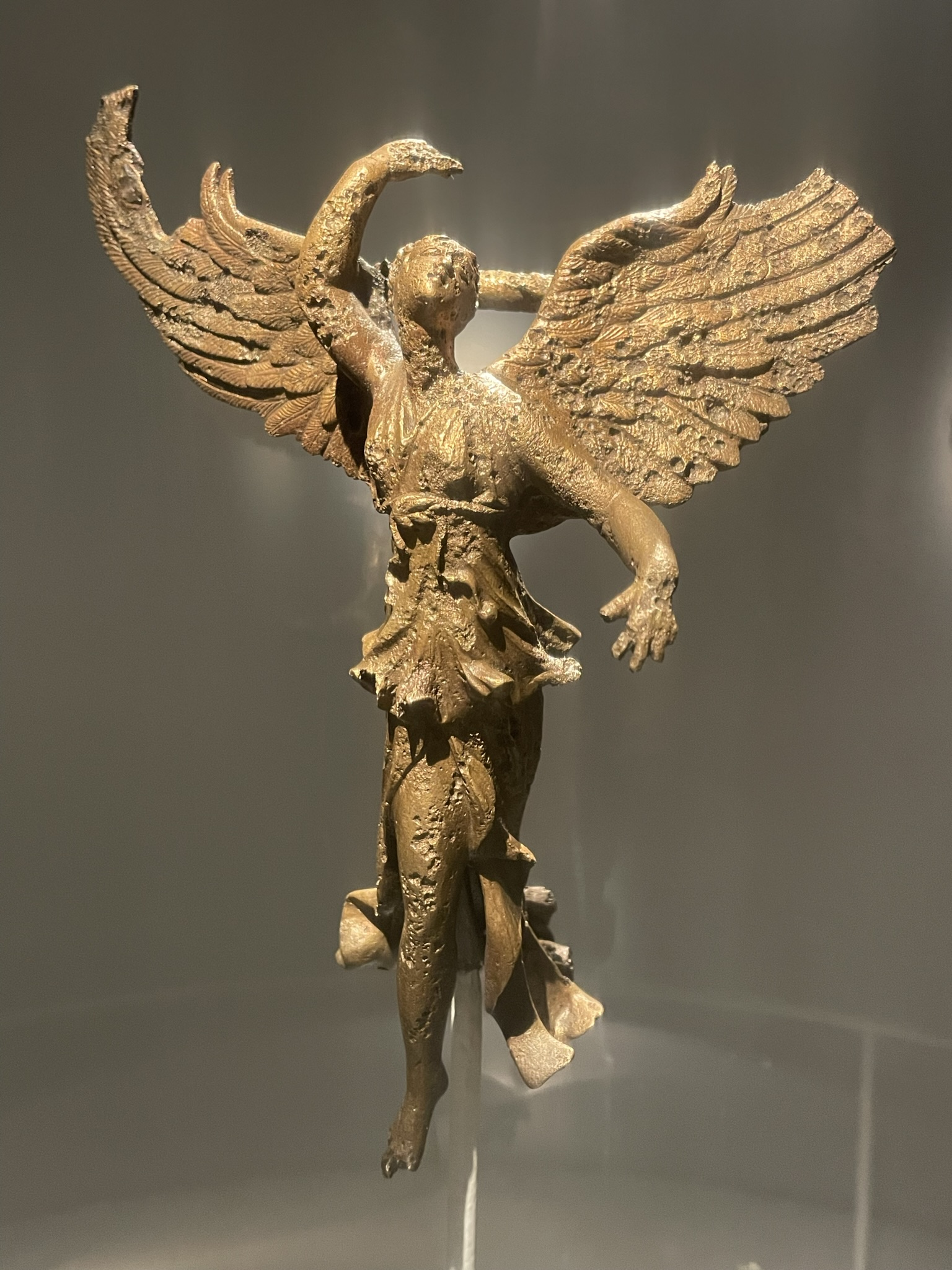
Deessa grega Niké trobada a la Còlquida (Egrisi en la tradició còlquida)

Còlquida (Egrisi com a nom autòcton) és el nom antic donat pels grecs a la costa oest de Geòrgia, mentre que Ibèria del Caucas corresponia a la conca interior oriental del riu Kura, el nom autòcton n'era Kartli. En la Geòrgia oriental la influència romana va ser més feble que a l'oest. Aquestes zones foren en els primers segles de l'era cristiana un constant camp de batalla entre romans, armenis i parts, amb la Ibèria caucàsica normalment del costat de Roma. L'estructura social i administrativa de la Geòrgia oriental tenia molta influència de Pèrsia.

## Geòrgia medieval

### Unificació de l'estat georgià

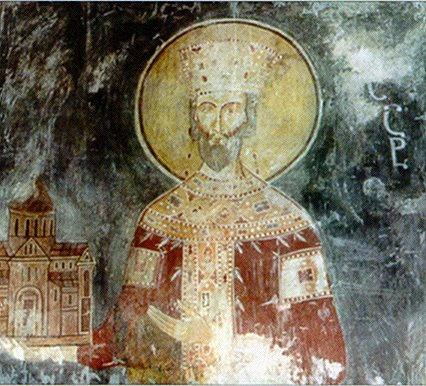
Bagrat III, primer rei de la Geòrgia unificada

A les primeres dècades del segle ix Asoci I, de la família reial dels Bagrationi, va prendre als àrabs els territoris meridionals de la Ibèria caucàsica que abans formaven part de l'Imperi Romà d'Orient i els va anomenar Curopalatinat d'Ibèria, que eren en la pràctica independents. També va establir un protectorat sobre part d'Armènia abans controlada pels àrabs.

Geòrgia durant l'Imperi Romà d'Orient, any 1045

Cap a finals del segle x es va formar la primera monarquia de la Geòrgia unificada quan el curopalata David III envaí Ibèria. Tres anys després Bagrat III heretà el tron d'Abkhàzia. El 1001 Bagrat afegí el Curopalatinat d'Ibèria al seu domini i, el 1008-1010, Bagrat s'annexà Kakhètia i Herècia, i esdevingué així el primer rei de la Geòrgia unificada.
A la segona meitat del segle xi l'Imperi seljúcida envaí Geòrgia i derrotà les forces georgianes. Només les àrees muntanyoses de Geòrgia quedaren fora del control seljúcida.

### David IV i el contraatac georgià
El rei David IV (1089–1125), de la família Bragationi, lluità contra els seljúcides i recuperà el territori amb l'excepció de Tbilisi, que quedà com a enclavament seljúcida. Coincidí i va ser ajudat per la Primera Croada (1096–1099). El 1122, contraatacant una ofensiva seljúcida els georgians recuperaren Tbilisi, i la feren la seva capital. El 1124 David també va passar a ser el rei dels armenis i incorporà a Geòrgia el nord d'Armènia.

### Jordi III
L'any 1156 la població cristiana d'Aní es va aixecar contra l'emir xaddàdida Fakr al-Din Shaddad, vassall de Jordi III, i va cedir la ciutat al seu germà Fadl ibn Mahmud, però la població no ho va acceptar i es va oferir a Jordi III, que va acceptar l'oferiment. Una coalició formada pel Xah-i Arman d'Ahlat Nasir al-Din Sukman II, el governant Ortúkida de Diyarbakır, Kadjm al-Din Alpi, i el saltúquida Izz al-Dîn Saltuk II d'Erzerum, però Jordi va derrotar els aliats que van posar setge a la ciutat en 1161 i va marxar contra l'emir d'Erzerum a qui va fer presoner sent alliberat per un gran rescat. La captura d'Aní i la derrota dels saltúquides van permetre al rei georgià marxar cap a Dvin, saquejada l'agost/setembre de 1162 i la mesquita demolida. Tanmateix, la ciutat fou ocupada pels ildegízides el 1163.
Jordi III amb el futur emperador Andrònic Comnè el 1173 va marxar per defensar el seu vassall Akhsitan I i recuperar Derbent, que havia caigut en mans dels kiptxaks i va reforçar el domini georgià a la zona.

### La reina Tamara

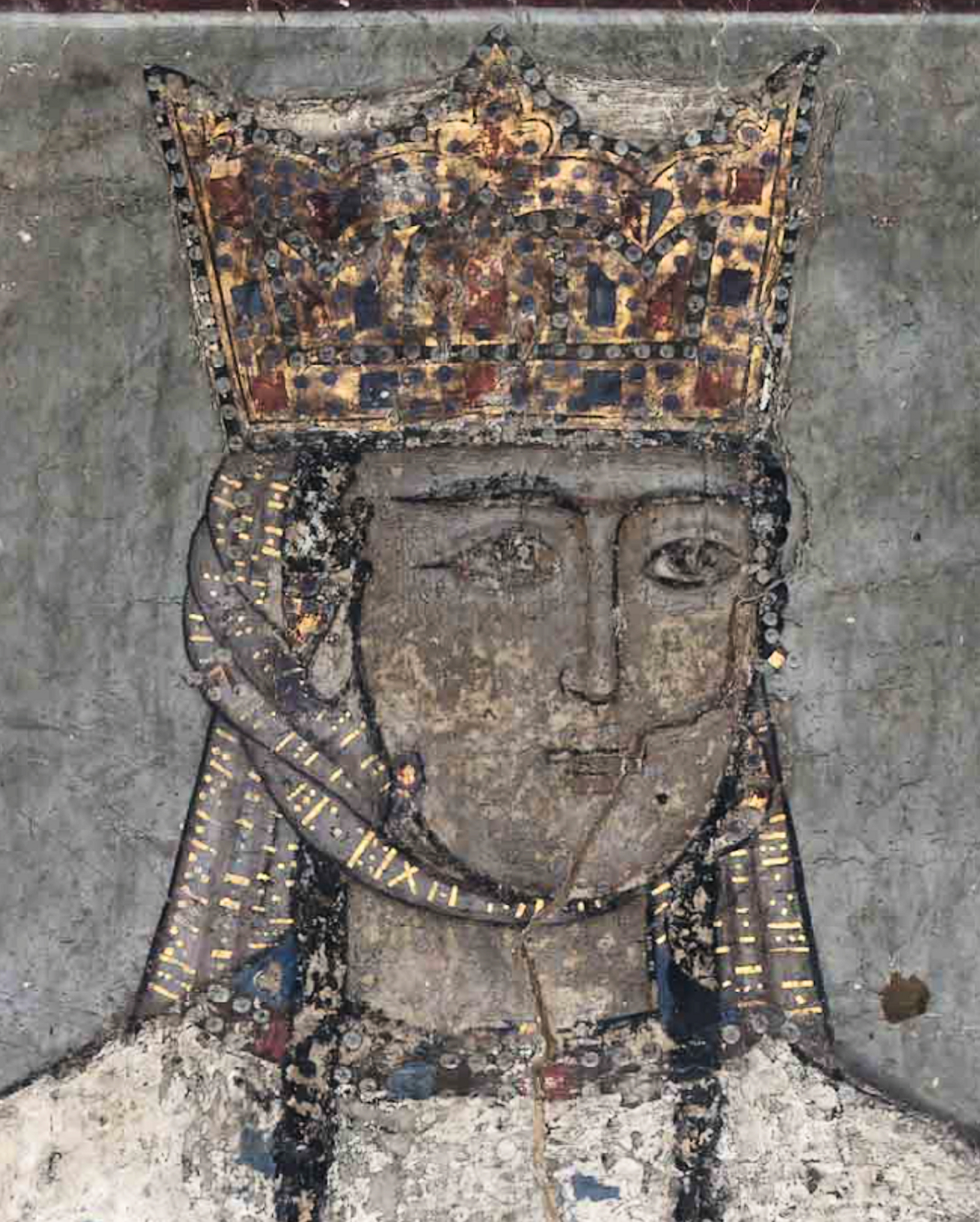
La reina Tamara de Geòrgia

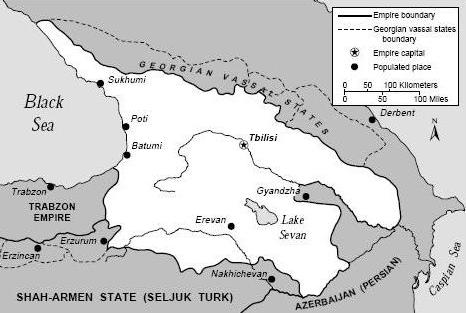
El regne de Tamara cap al 1200.

Amb la reina Tamara de Geòrgia, Geòrgia arribà a la seva esplendor política. El seu primer marit Iuri Andréievitx intentà deposar-la en 1191, però fou derrotat pel seu segon marit David Soslan. L'1 de juny de 1195 les tropes de Tamara venceren l'atabeg ildegízida de l'Azerbaidjan Nusrat al-Din Abu Bakr en la batalla de Shamkor, El 1199 la dinastia xaddàdida va ser abolida i Aní incorporada a Geòrgia. El 1201 va ser ocupada Birdjnissi i annexionada, i cap al sud-oest el territoris d'Ochki, Kahkhuli i Bana van esser igualment annexats. Tot això inquietava als caps dels estats veïns i el soldà de Rum Sulaymanshah II atacà Geòrgia sent vençut en la batalla de Bassèn el 27 de juliol del 1202. El soldà d'Erzindjan i l'emir d'Erzerum es van sotmetre a Geòrgia, si més no nominalment, i el 1203 fou conquerida Dvin que també fou incorporada a Geòrgia.
El 1203 fou assetjada pels llatins de la Quarta Croada, que el 1204 l'ocuparen i saquejaren, llavors la reina va ordenar conquerir la costa nord del Mar Negre, on vivien tribus de llinatge georgià, i els seus soldats van ocupar Trebisonda, Límnia (una fortalesa propera a Trebisonda), Samsun, Sinope, Kerasunt, Koptiara (fortalesa entre Kerasunt i Heraclea) i Heraclea, Aquest territori els georgians l'anomenaven Txanètia (per al poble georgià dels tsan) o el Lazistan (per als lazes). Sota recomanació dels seus consellers va establir allí l'imperi de Trebisonda col·locant al tron al seu parent Aleix Comnè, hereu legítim de l'Imperi Romà d'Orient.
El 1210 l'exèrcit georgià envaí el nord de Pèrsia i en feu del territori un protectorat. Amb aquestes conquestes Geòrgia arribà al màxim d'expansió territorial de la seva història. També hi hagué un auge cultural.

## Invasió mongola
En la dècada del 1220, el sud del Caucas i Àsia Menor patí la invasió mongola. El 1243, la reina Russudan signà un tractat de pau amb els mongols pel qual Geòrgia perdia els seus estats clients. Encara que va ser ocupada pels mongols, Tbilisi conservà l'estatus de capital de Geòrgia. Tot i que una part del país restà fora del control mongol la unió política es va desintegrar. Jordi V de Geòrgia (1314–1346) deixà de pagar tribut als mongols i restaurà la situació anterior al 1220.
En el període 1386–1403 el Regne de Geòrgia va fer cara a 8 invasions turcomongoles liderades per Tamerlà, que devastaren gran part del país.

## Període otomà i persa
Al segle xv la situació canvià en tots els aspectes possibles: lingüístic, cultural, polític, etc. Amb la caiguda de Constantinoble del 1453 la sortida del mar Negre passà a control turc i el poder georgià va entrar en declivi a més de dividir-se en diversos estats. A finals del segle xv l'Imperi Otomà s'expandí i Geòrgia, durant desenes d'anys, passà a ser un camp de batalla entre els turcs otomans i els perses safàvides. El 1555, els otomans i els safàvides signen la pau d'Amasya i defineixen esferes d'influència a Geòrgia (l'oest per als turcs i l'est per als perses). Al segle xv l'economia de Geòrgia va fer fallida.

## L'annexió russa
Irakli II, rei de l'estat georgià de Kartli-Kakhètia (1762 a 1798), cercà la protecció de Rússia contra els atacs turcs i perses. L'emperadriu russa Caterina la Gran va ajudar, en principi amb poques tropes, als georgians contra els turcs. El 1769–1772, un gran exèrcit rus atacà la invasió turca a Imerècia i a Kartli-Kakhètia, després del qual signà un tractat (1783) amb què aquest segon territori quedava sota protecció de Rússia. El 1795, el xa de Pèrsia, Agha Muhàmmad Khan, envaí el país i calà foc a Tbilisi.
A l'estiu del 1805 les tropes russes venceren les perses a prop de Zagam. El 1810, el regne d'Imerècia (Geòrgia occidental) va ser annexat a l'Imperi rus. Des del 1803 al 1878, amb successives batalles contra turcs i perses, es van anar incorporant territoris de Geòrgia a Rússia.

## La República Democràtica de Gèorgia, 1918-1921
La Revolució Russa del 1917 portà aquell país a una guerra civil durant la qual alguns dels seus territoris es declararen independents i Geòrgia en va ser un. Es va declarar república independent el 26 de maig del 1918. El control, el va exercir una facció del partit comunista menxevic i hi establí un sistema multipartidista. Aquest estat va ser reconegut per la Rússia soviètica i els principals estats del món. El febrer del 1921 l'Exèrcit Roig va envair i ocupar Geòrgia i n'anul·là la independència.

## República Socialista Soviètica de Geòrgia
Durant el període soviètic, va rebre el nom de República Socialista Soviètica de Geòrgia. A partir del 1988, a Geòrgia van esclatar protestes massives a favor de la independència, liderades per nacionalistes georgians com Merab Kostava i Zviad Gamsakhurdia. L'any següent, la brutal repressió per part de les forces soviètiques d'una gran manifestació pacífica celebrada a Tbilisi els dies 4 i 9 d'abril de 1989 va resultar ser un esdeveniment fonamental per desacreditar la continuació del domini soviètic sobre el país.
L'octubre de 1990 es van celebrar les primeres eleccions multipartidistes, que van ser les primeres multipartidistes a tota la Unió Soviètica. La coalició Taula Rodona — Geòrgia Lliure liderada per Zviad Gamsakhúrdia va aconseguir la victòria i va formar un nou govern. El 31 de març de 1991 va tenir lloc el Referèndum d'independència georgià amb una participació del 90,5% i el sí va obtenir quasi un 99% dels vots.

## Geòrgia postcomunista

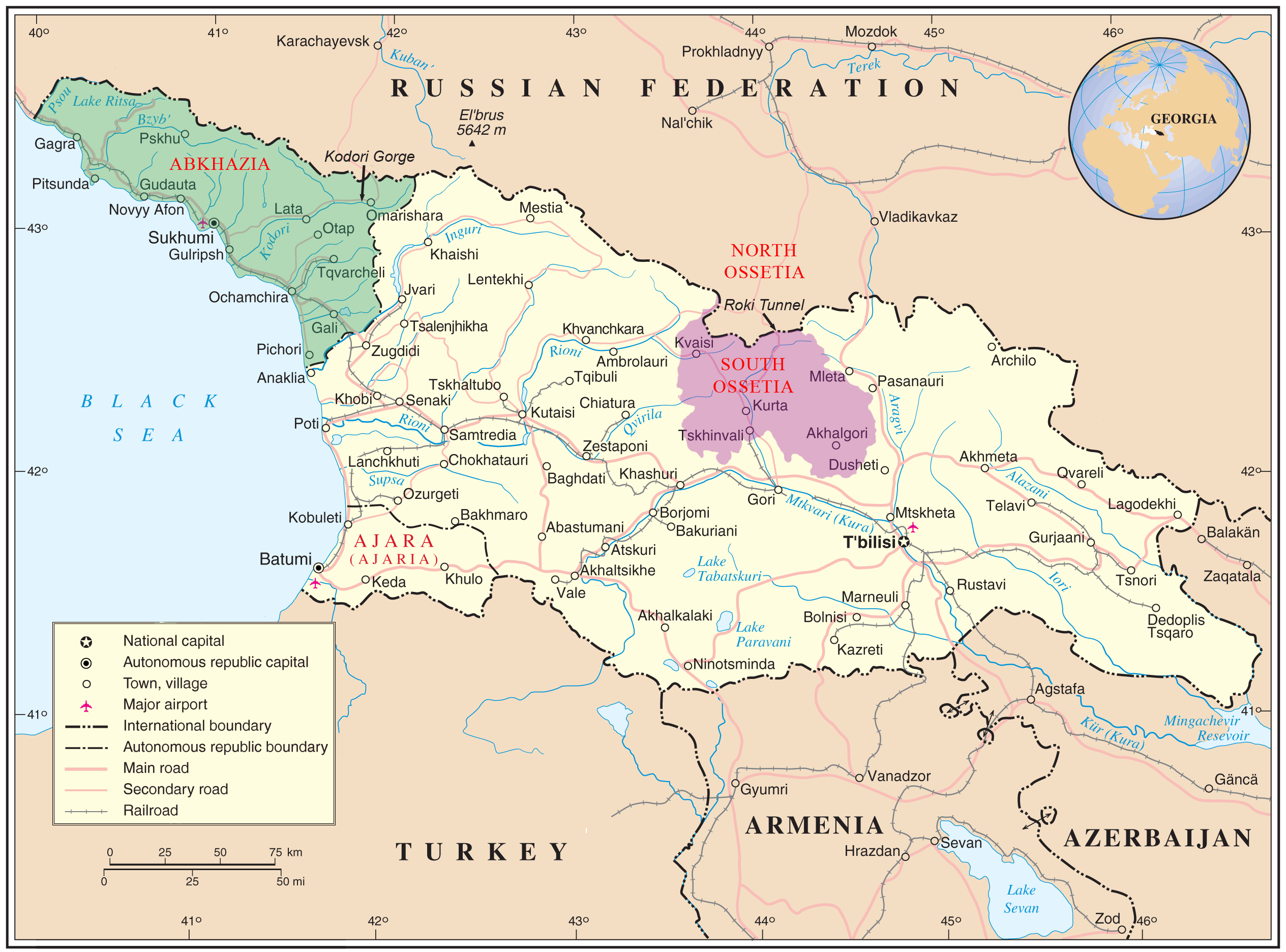
Geòrgia i les seues repúbliques separatistes del Caucas: Abkhàsia (verd) i Ossètia del Sud (roig).

El 9 d'abril de 1991, poc abans de l'enfonsament de la Unió Soviètica, el Consell Suprem de Geòrgia va declarar la independència. La regió d'Abkhàzia es va declarar independent el 1991 i continua sent-ho de facto, encara que no ha estat reconeguda per cap país ni per Geòrgia. Geòrgia va ser la primera república no bàltica de la Unió Soviètica que va declarar oficialment la independència, i Romania es va convertir en el primer país a reconèixer Geòrgia l'agost de 1991. El 26 de maig, Zviad Gamsakhurdia va ser escollit president a les primeres eleccions presidencials amb el 86,5% dels vots amb una participació superior al 83%.
Gamsakhurdia va ser deposat aviat en un sagnant cop d'estat, del 22 de desembre de 1991 al 6 de gener de 1992 instigat per part de la Guàrdia Nacional i una organització paramilitar anomenada "Mkhedrioni" ("genets"). Aleshores, el país es va veure embolicat en una amarga guerra civil, que va durar fins al desembre de 1993. Les disputes entre separatistes locals i la majoria de la població georgiana a Abkhàzia i Ossètia del Sud van esclatar en la Guerra a Ossètia del Sud i la Guerra d'Abkhàzia. Amb el suport de Rússia, Abkhàzia i Ossètia del Sud van aconseguir la independència de facto de Geòrgia, amb Geòrgia conservant el control només en petites àrees dels territoris en disputa.
L'oposició de Mikheil Sakaixvili als resultats de les eleccions presidencials georgianes de 2003, amb el suport dels Estats Units, va fer que s'organitzessin protestes i manifestacions populars massives demanant l'anul·lació dels resultats, coneguda com la Revolució de les Roses dirigida per Sakaixvili i els seus aliats polítics Nino Burjanadze i Zurab Xvània. Finalment, Eduard Xevardnadze va dimitir i Burjanadze fou nomenada presidenta interina.
El 2008 es va produir una Guerra entre Geòrgia i Rússia, en la qual van desplegar-se tropes russes a Ossètia del Sud i Abkhàzia. Com a reacció, Geòrgia va abandonar la Comunitat d'Estats Independents.
Somni Georgià va vèncer el partit governant Moviment Nacional Unit en les eleccions legislatives georgianes de 2012, formant una coalició amb altres sis partits d'oposició, aconseguint el 54,97% dels vots i 85 escons al parlament, mentre que el seu principal rival en va obtenir el 40,34%. El llavors president Mikheil Sakaixvili va admetre la derrota del seu partit i va prometre col·laborar amb el procés constitucional per formar un govern nou. El partit va revalidar la seva victòria en les eleccions parlamentàries de 2016 amb Guiorgui Kvirikaixvili i les eleccions de 2020 amb Giorgi Gakharia Després de la invasió russa d'Ucraïna del 2022, el govern va desplaçar-se a posicions prorussa i autoritàries, i va guanyar per majoria absoluta les eleccions legislatives georgianes de 2024 amb Irakli Kobakhidze i va nomenar Mikheil Kavelashvili, membre del seu aliat La Força del Poble, a la presidència, que va prendre possessió el 29 de desembre enmig de protestes per presumpte frau electoral i desconfiança pública en el sistema electoral.